# Resolutie 2068 Veiligheidsraad Verenigde Naties
Resolutie 2068 van de Veiligheidsraad van de Verenigde Naties is op 19 september 2012 aangenomen door de VN-Veiligheidsraad. Dat gebeurde met elf stemmen voor en vier onthoudingen.
Met deze resolutie verklaarde de Veiligheidsraad haar bereidheid om sancties op te leggen tegen gewapende groeperingen die de rechten van kinderen pertinent bleven schenden. Volgens een rapport van de secretaris-generaal waren er in 2012 32 van die groeperingen die al meer dan vijf jaar de kinderrechten met de voeten traden.
De leden die zich onthielden waren Azerbeidzjan, dat de tekst te selectief vond (het rapport van de secretaris-generaal ging over misdaden tegen kinderen in 2011 in 23 onderzochte landen), China, dat vond dat er te weinig inspraak was geweest, Pakistan, dat vond dat geen rekening was gehouden met diens voorstellen, en Rusland.

## Inhoud

### Waarnemingen
De landen zelf waren verantwoordelijk voor de bescherming en hulpverlening aan kinderen bij gewapende conflicten. Aan deze bescherming werd veel belang gehecht.
Intussen was de uitvoering van de voorgaande resoluties over deze kwestie, 1612, 1882 en 1998, vooruit gegaan; vooral de demobilisatie van duizenden kinderen en het ondertekenen van actieplannen.
Doch bleven de partijen van een aantal conflicten het internationaal recht ten aanzien van kinderen die door het conflict werden getroffen flagrant schenden zonder daarvoor gestraft te worden. Landen waren zelf verantwoordelijk voor het straffen van genocide, misdaden tegen de menselijkheid en oorlogsmisdaden gepleegd tegen kinderen.

### Handelingen
De Veiligheidsraad verwelkomde de aanstelling van de nieuwe speciale vertegenwoordiger van de secretaris-generaal voor kinderen en gewapend conflict - op 13 juli 2012 was de Algerijnse Leila Zerrougui aangesteld voor deze functie - en benadrukte het belang van diens mandaat.
Schendingen van de kinderrechten werden streng veroordeeld. Daaronder het inzetten als kindsoldaat, vermoorden, verminken, verkrachten, ander seksueel geweld, ontvoering, aanvallen op scholen en ziekenhuizen en het ontzeggen van toegang tot hulpverlening. Er werd tevens geëist dat alle relevante partijen deze praktijken onmiddellijk stopzetten en maatregelen namen om kinderen te beschermen.
Men was bezorgd over een aantal ervan de kinderrechten pertinent bleven schenden en de VN-resoluties ter zake met de voeten traden. Landen moesten de verantwoordelijken hiervoor berechten. De Veiligheidsraad verklaarde bereid te zijn gerichte maatregelen tegen hen te nemen.

## Verwante resoluties
- Resolutie 1960 Veiligheidsraad Verenigde Naties (2010)
- Resolutie 1998 Veiligheidsraad Verenigde Naties (2011)
- Resolutie 2143 Veiligheidsraad Verenigde Naties (2014)
- Resolutie 2225 Veiligheidsraad Verenigde Naties (2015)

Lijst ·  2033 ·  2034 ·  2035 ·  2036 ·  2037 ·  2038 ·  2039 ·  2040 ·  2041 ·  2042 ·  2043 ·  2044 ·  2045 ·  2046 ·  2047 ·  2048 ·  2049 ·  2050 ·  2051 ·  2052 ·  2053 ·  2054 ·  2055 ·  2056 ·  2057 ·  2058 ·  2059 ·  2060 ·  2061 ·  2062 ·  2063 ·  2064 ·  2065 ·  2066 ·  2067 ·  2068 ·  2069 ·  2070 ·  2071 ·  2072 ·  2073 ·  2074 ·  2075 ·  2076 ·  2077 ·  2078 ·  2079 ·  2080 ·  2081 ·  2082 ·  2083 ·  2084 ·  2085